# Cathédrale de Cerreto Sannita
La cathédrale de Cerreto Sannita est une église catholique romaine de Cerreto Sannita, en Italie. Il s'agit de la cathédrale du diocèse de Cerreto Sannita-Telese-Sant'Agata de' Goti.